# Szybownictwo

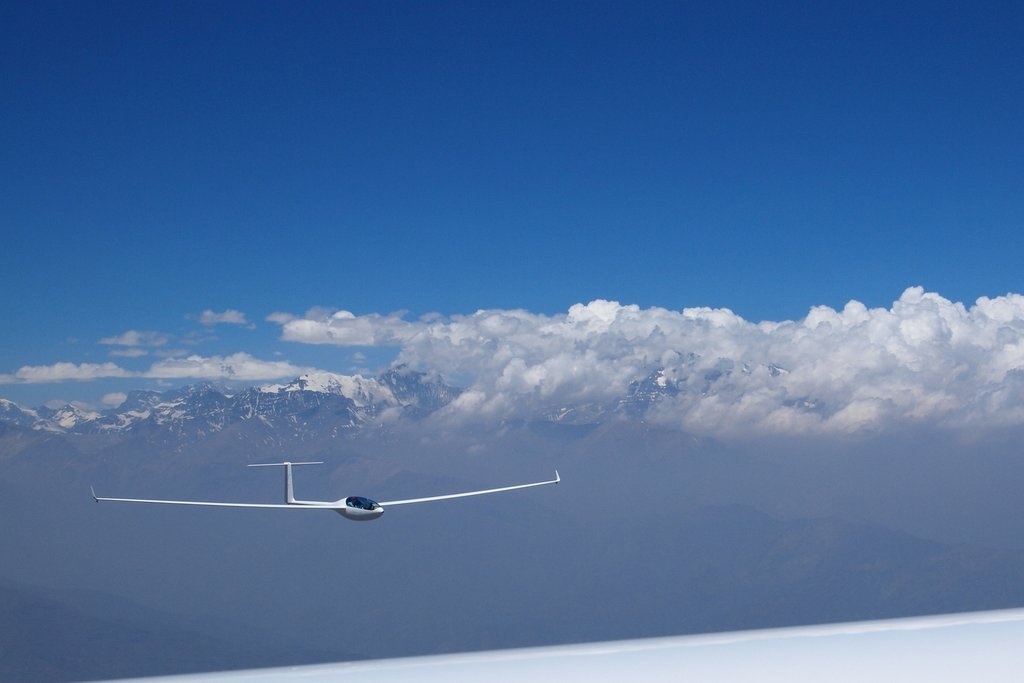
Trening przed zawodami Grand Prix w Andach. Szybowiec Diana 2. Zdjęcie wykonane z rywalizującego szybowca.

Szybownictwo – dyscyplina lotnictwa sportowego wykonywana na szybowcach.

## Konkurencje szybowcowe

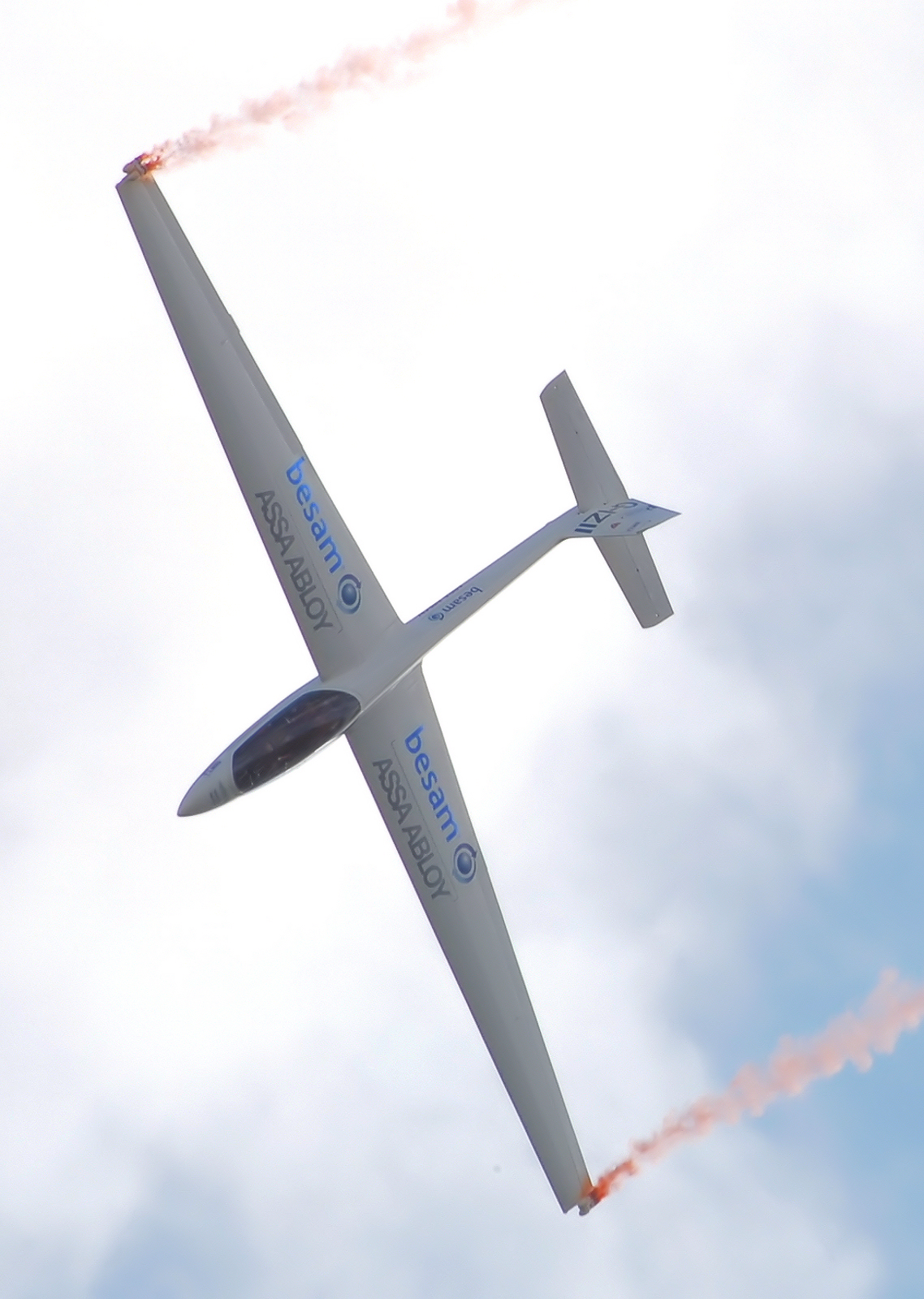
Akrobacyjny szybowiec S-1 Swift

### Przeloty
Zawodnicy walczą o najwyższą średnią prędkość osiągniętą wzdłuż ustalonej trasy. Piloci mają możliwość (w oknie kilku godzin) indywidualnie wyboru najkorzystniejszego momentu startu. W niektórych formatach konkurencji piloci mogą modyfikować trasę w pewnych granicach (liczy się średnia prędkość na wybranej trasie). W pewnych sytuacjach (przedwczesne lądowanie w terenie przygodnym) liczy się przeleciana odległość. Możliwe są też konkurencje czysto odległościowe (kto dalej zaleci), ale obecnie raczej niespotykane z przyczyn logistycznych (konieczność przewozu z powrotem szybowca setki kilometrów do lotniska z którego zawodnicy startują).

### Akrobacja
Piloci wykonują (w serii lotów) przepisane i/lub własnej kompozycji wiązanki figur akrobatycznych. Punktacja przez sędziów na podstawie dokładności wykonania figur.

### Wyścigi (Grand Prix)
Piloci, z jednoczesnego lotnego startu, ścigają się po ustalonej trasie. Decyduje kolejność na mecie.

## Rekordy

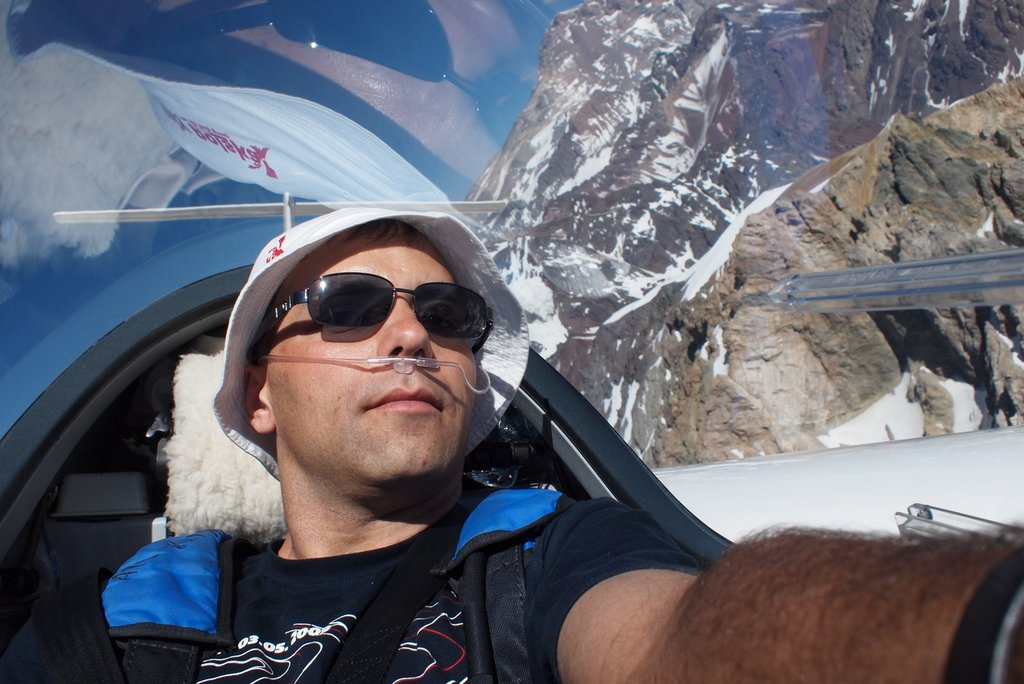
Pilot szybowca na wysokości ok. 7000 m n.p.m. (Aconcagua w tle). Widać przewody podające tlen. Bez tlenu na tej wysokości pilot straciłby przytomność po kilkunastu minutach (brak aklimatyzacji wysokogórskiej).

Niezależnie od powyższych konkurencji, w których rozgrywane są zawody (np. MŚ), Międzynarodowa Federacja Lotnicza ustanawia kategorie, w których odnotowywane są rekordy świata. Obecnie notuje się je w:
- średnich szybkościach przelotu (różne typy tras i dystansów, obecnie do około 300km/h)
- przewyższeniu i maksymalnej osiągniętej wysokości (obecnie rzędu 15 km[d], większa wysokość wymaga kombinezonów lub kabin ciśnieniowych[e], gdyż sam tlen nie jest wystarczający[1][f])
- odległości przelotu (różne typy tras, obecnie rzędu 3000 km)

Podobnie jak w innych sportach, niektóre typy rekordów nie są obecnie odnotowywane z przyczyn bezpieczeństwa, np. rekord w długości lotu, które dochodziły już do 3 dób.

## Organizacja
Na szczeblu międzynarodowym sport jest uprawiany w ramach Międzynarodowej Federacji Lotniczej (FAI). Organizuje ona m.in. zawody międzynarodowe oraz prowadzi międzynarodowy ranking pilotów. Członkami tej organizacji są organizacje narodowe, w Polsce Aeroklub Polski.
W Polsce szybownictwo można uprawiać m.in. w sekcjach szybowcowych Aeroklubów Regionalnych zrzeszonych w Aeroklubie Polskim i innych organizacjach społecznych lub komercyjnych. Jest to sport otwarty dla początkujących w wieku od 14 lat (przepisowe minimum) do późnego wieku (często powyżej 70). Kandydaci i piloci podlegają m.in. testom medycznym, które w porównaniu z poprzednimi latami są znacznie złagodzone.
W klubach z reguły zdecydowana mniejszość pilotów uczestniczy w oficjalnych zawodach, większość uprawia sport rekreacyjnie.

## Ciekawostki
- W obecnej (kwiecień 2018) chwili w międzynarodowym rankingu pilotów szybowcowych[2] (ponad 5000 pilotów) pierwsze miejsce zajmuje polski pilot Sebastian Kawa. Łukasz Wójcik jest dwunasty, a Karol Staryszak jest czternasty.
- W Mistrzostwach Świata w akrobacji szybowcowej w 2012 wszyscy piloci[3] startowali na szybowcach polskiej konstrukcji: MDM-1 Fox, MDM-1 Solo Fox, S-1 Swift, SZD-59 Acro